# FG Rüppurr
Die Rüppurrer Fußballgesellschaft 04 e. V. war ein Fußballverein aus dem Karlsruher Stadtteil Rüppurr. Seit 2018 ist der Verein Teil der neu gegründeten SG Rüppurr – Alemannia – DJK – FG.

## Geschichte
1904 kam es zur Gründung des FC Frankonia Rüppurr. Dieser änderte seinen Namen, nach der Eingemeindung Rüppurrs nach Karlsruhe, in Rüppurrer Fußballgesellschaft 04. Im März 1907 erfolgte der Beitritt zum Süddeutschen Fußballverband, im Januar 1911 der Beitritt zum Verband Südwestdeutscher Leichtathletikvereine. Die Abteilung Leichtathletik wurde bereits drei Jahre zuvor gegründet. 1920 konnte erstmals eine Jugendmannschaft gestellt werden. Zur Spielzeit 1937/38 gelang der Aufstieg in die damals zweitklassige Fußball-Bezirksklasse Mittelbaden.
Erstmals machte der Klub 1951 im höheren Amateurbereich auf sich aufmerksam, als er aus der 2. Amateurklasse in die Amateurliga Nordbaden aufstieg. Dort war der Neuling chancenlos und stieg gemeinsam mit Mitaufsteiger FV Weinheim und dem VfR Pforzheim als Tabellenschlusslicht direkt wieder ab.
Nachdem die Mannschaft Mitte der 1960er Jahre mehrfach nur knapp dem Abstieg aus der 2. Amateurliga Mittelbadens entgangen war, stieg sie 1967 als Tabellenletzte in die Fünftklassigkeit ab. Zur Spielzeit 1969/70 kehrte sie in die 2. Amateurliga zurück und verpasste als Tabellendritte hinter dem Vorjahresabsteiger VfB Knielingen und FC Germania Untergrombach den direkten Durchmarsch in die höchste Amateurspielklasse. Der Wiederaufstieg in die Amateurliga Nordbaden erfolgte in der folgenden Spielzeit, als der VfB Bretten mit einem Punkt Vorsprung distanziert wurde.
Wiederum war das Niveau in der Amateurliga Nordbaden zu hoch für die FG Rüppurr; mit 82 Gegentoren stellte der Verein die schlechteste Abwehr. Gemeinsam mit Amicitia Viernheim und Phönix Mannheim stieg er abermals nach der Saison 1971/72 direkt wieder ab. Die Mannschaft platzierte sich in der 2. Amateurliga Mittelbadens zunächst im Mittelfeld, ehe sie 1975 als Tabellenschlusslicht abstieg. In der Folge reüssierte der Klub nur noch im lokalen Fußball in und um Karlsruhe.
Ab 1980 gab es die Abteilung Kegeln, ab 1991 die Abteilung Tennis. 2018 schloss sich die Rüppurrer FG mit zwei weiteren Vereinen, der DJK Grün-Weiß Rüppurr und der FSV Alemannia Rüppurr, zur heutigen SG Rüppurr – Alemannia – DJK – FG zusammen.

## Erfolge
- Meister der 2. Amateurliga 1951, 1971